# Kallias, o della bellezza
Kallias, o della bellezza è un'opera di estetica dell'autore tedesco Friedrich Schiller.
Il contenuto, riprendendo l'estetica costruita da Immanuel Kant nella Critica della facoltà di Giudizio, ruota intorno alla ricerca di un principio oggettivo della bellezza, nonostante Kant avesse negato la possibilità della sua esistenza. Schiller giunge così a elaborare la formula di "libertà nel fenomeno" (Freiheit in der Erscheinung).